# Egloffstein
Egloffstein è un comune tedesco di 2 023 abitanti, situato nel land della Baviera.